# CODATA
Комитет по данни за науката и техниката (на английски: Committee on Data for Science and Technology, CODATA) е интердисциплинарен комитет на Международния съвет за наука, създаден през 1966 г. и имащ за цел да събира, да оценява критически, да съхранява и извлича важни данни за задачите на науката и техниката.
През 1969 г. е създадена работна група CODATA по фундаменталните константи (на английски: The CODATA Task Group on Fundamental Constants). Нейната цел е периодично да публикува международно приет набор от стойности за фундаменталните физически константи и коефициентите за тяхното преобразуване. Първият такъв набор CODATA издава през 1973 г., вторият – през 1986 г., третият – 1998 г., четвъртият – 2002 г., петият – 2006 г., шестият – 2010 г. и седмият (текущ) през – 2014 г. (публикуван на 25 юни 2015 г. въз основа на стойностите на константи, публикувани в оригинални научни трудове до 31 декември 2014 г.).
От 1998 г. насам, поради склонността да се създава и публикува информация незабавно в интернет, работната група към CODATA промени подхода си към публикуването на стойностите на константите, като реши да прави това веднъж на всеки четири години.
Наборът от фундаментални константи за 2018 г. е основа за новите определения на Международната система от единици (SI), поради което грешките в определянето на редица константи значително са променени.